# Terrore alla 13ª ora
Terrore alla 13ª ora  (Dementia 13) è un film del 1963 diretto da Francis Ford Coppola.
È un thriller-horror a basso costo prodotto da Roger Corman in cui Coppola si occupa anche della sceneggiatura, rielaborando una storia di Charles Hannawalt, direttore della fotografia.

## Trama
La famiglia Haloran si riunisce nel suo castello irlandese per commemorare la prematura scomparsa della piccola Kathleen, annegata sette anni prima. Qui si verificano alcuni avvenimenti anomali, come le apparizioni di Kathleen, amplificati dalla presenza di un assassino armato d'ascia.

## Distribuzione
La pellicola è entrata nel pubblico dominio negli Stati Uniti.